# Crysomallon squamiferum
Crysomallon squamiferum är en djuphavslevande snäcka inom familjen Peltospiridae och enda kända djurart som utnyttjar järnsulfid i strukturellt syfte, då dess skal och fjälliga fot är förstärkta med metallmineraler. Arten upptäcktes 2001 på 2420 meters djup vid Centralindiska ryggen just norr om ön Rodrigues där den förekommer i ett fält med hydrotermala öppningar, och den sitter fast vid basen av dessa så kallade "skorstenar". Förslag på att nämna snäckan till järnfotssnäcka har uppkommit eftersom den har utvecklat en inbyggd rustning av järn för att skydda sig mot kägelsnäckan.